# قوة المشاة الروس في فرنسا

From Russia to the Western Front.

قوة المشاة الروس كانت قوة في الحرب العالمية الأولى أرسلت إلى فرنسا من قبل الإمبراطورية الروسية. في عام 1915 طلبت فرنسا أن ترسل الإمبراطورية الروسية قوات للقتال بجانبها على الجبهة الغربية. في البداية طلبوا 300 ألف جندي، وهو رقم مرتفع للغاية، وربما استند على افتراضاتهم حول «لا محدودية» احتياطيات روسيا. وقد عارض الجنرال ميخائيل ألكسف، ورئيس هيئة الأركان الإمبراطوري، إرسال أي جنود للقتال في الجبهة الغربية، إلا أن نيكولاس الثاني وافق أخيرا على إرسال وحدة من قوة اللواء. هبطت القوة الخاصة الروسية في مرسيليا في شهر أبريل عام 1916. تم إرسال اللواء الخاص الثاني أيضا للخدمة جنبا إلى جنب مع غيرها من تشكيلات الحلفاء على جبهة سالونيك في شمال اليونان. في فرنسا، خدم اللواء الأول بامتياز حتى اندلاع الثورة الروسية عام 1917. وانخفضت معنويات اللواء بسبب التحريض السياسي، وتم حله نهائيا قبل نهاية العام. ومع ذلك، بعض من الجنود الأكثر تصميما شكلوا الفيلق الروسي، الذي نجح في الحفاظ على الوجود الروسي في الغرب، حتى الهدنة في 11 نوفمبر عام 1918.

## معرض صور

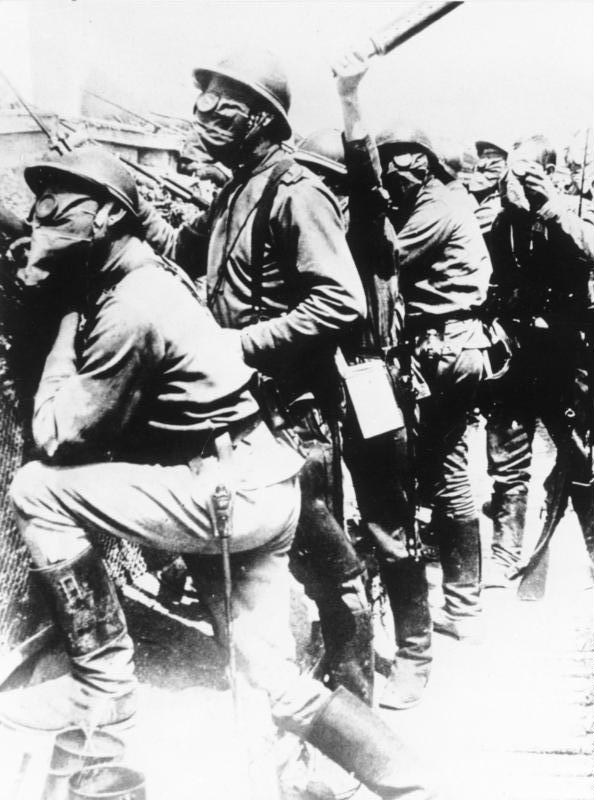
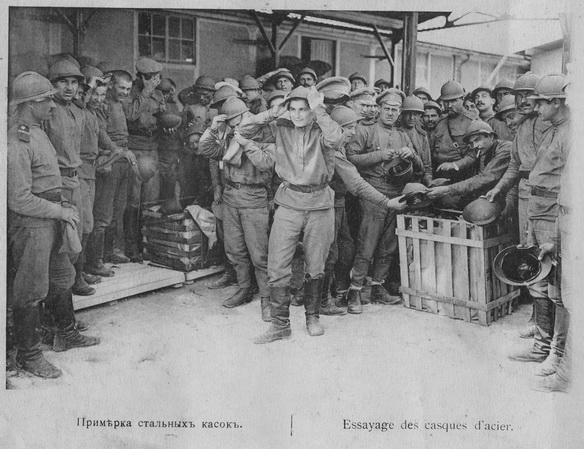
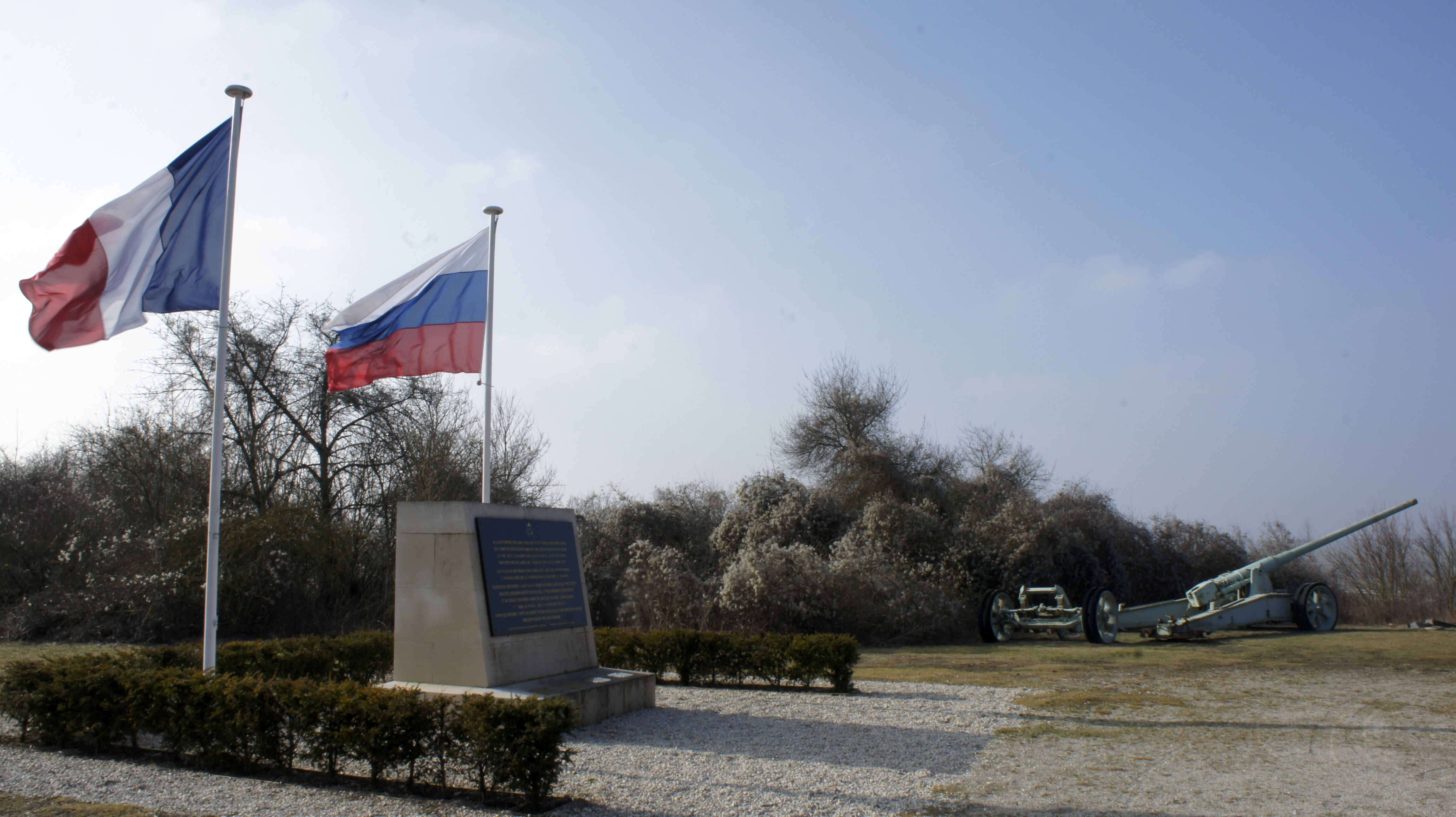
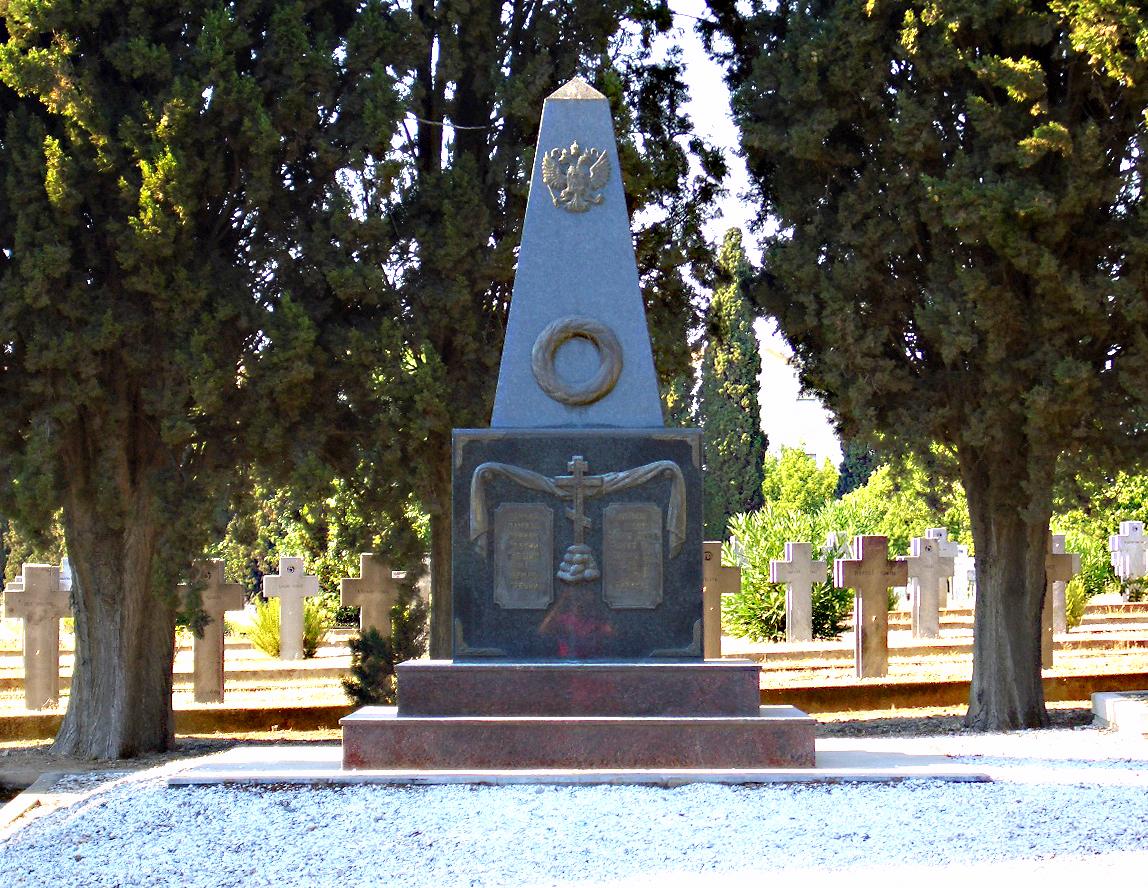